# سوازنا باغانو
سوازنا باغانو (بالإسبانية: Susana Pagano)‏ (1968، مدينة مكسيكو في المكسيك)؛ روائية مكسيكية.